# Río Guallatire
El río Guallatire es un curso natural de agua del altiplano chileno, ubicado en la comuna de Putre, Región de Arica y Parinacota. Nace en las cercanías del volcán Guallatire y forma parte de la cuenca del río Lauca.

## Trayecto
El río Guallatire nace en las laderas del volcán Guallatiri y fluye cerca del pueblo del mismo nombre. Tras un recorrido de varios kilómetros, se une al río Chusjavida antes de desembocar en el río Lauca.

## Caudal y régimen
Tanto el Guallatire como el Chusjavida gozan de alimentación desde cumbres englaciadas.: 98 
El informe sobre la cuenca del río Lauca de la Dirección General de Aguas del Gobierno de Chile señala:
La estación Guallatire en Guallatire está ubicada en el río del mismo nombre, en una zona de bofedales, a 4280 msnm. En la tabla 4.4 y figura 4.4 (ver diagrama) es posible observar que esta estación muestra un régimen pluvial con una gran regulación natural, lo que hace que los caudales, tanto para años húmedos y secos, se mantengan prácticamente constantes a lo largo de todo el año, mostrando leves aumentos en el mes de enero, producto de lluvias de verano.
Esta importante regulación se debe al hecho de que el río Guallatire corresponde al desagüe de la laguna con el mismo nombre, y además a que esta estación está ubicada en una zona de bofedales, los que producen un efecto regulatorio en los caudales del río.
Sin embargo, otro informe de la Dirección General de Aguas sugiere otra razón para la constancia del caudal del río:
Los elevados y relativamente constantes caudales del río Guallatire sugieren su dependencia directa de un importante sistema hídrico subterráneo que, además se cree en conexión a través de fracturas con otras zonas de infiltración externas a la propia subcuenca y pertenecientes al complejo volcánico de los Nevados de Quimsachata.
|  |  |

## Historia
El origen del topónimo "Guallatire" proviene del vocablo aimara "Wallatiri" que deriva de las palabras wallata- (ganso andino) e -iri (sufijo que indica hábitat o habitual), por lo que se traduce como "hábitat de wallata o ganso andino".
Luis Risopatrón lo describe en su Diccionario Jeográfico de Chile (1924) como:: 909 
Guallatiri (Quebrada de). Nace en las faldas S del volcan del mismo nombre, corre hacia el S i desemboca en la márjen N de la del rio Lauca, a corta distancia al W de la desembocadura de la de Quiburcanca. 156; i de Guallatire en 134.